# Bara no seidō
Bara no seidō (薔薇の聖堂? "La cattedrale della rosa") è il terzo ed attualmente ultimo album della band visual kei giapponese MALICE MIZER. È stato pubblicato il 23 agosto 2000 dalla label indie Midi:Nette.
Esistono due versioni dell'album: una normal edition con custodia jewel case, ed una special edition (la prima stampa) che è un libro in formato B5.

## Tracce
Tutti i brani sono testo e musica di Mana, tranne dove indicato.

Dopo il titolo è indicata fra parentesi "()" la grafia originale del titolo.
1. Bara ni irodorareta akui to higeki no makuake (薔薇に彩られた悪意と悲劇の幕開け?) - 0:31
2. Seinaru koku Eien no inori (聖なる刻 永遠の祈り?) - 8:14
3. Kyomu no naka de no yūgi (虚無の中での遊戯?) - 7:39
4. Kagami no butō Genwaku no yoru (鏡の舞踏 幻惑の夜?) - 3:55 (Közi)
5. Mayonaka ni kawashita yakusoku (真夜中に交わした約束?) - 6:01
6. Chinurareta kajitsu (血塗られた果実?) - 4:39
7. Chika suimyaku no meiro (地下水脈の迷路?) - 5:28 (Közi)
8. Hakai no hate (破誡の果て?) - 4:01
9. Shiroi hada ni kurū ai to kanashimi no Rondo[1] (白い肌に狂う愛と哀しみの輪舞?) - 5:40
10. Saikai no chi to bara (再会の血と薔薇?) - 5:32

## Singoli
- 03/11/1999 - Saikai no chi to bara
- 31/05/2000 - Kyomu no naka de no yūgi
- 26/07/2000 - Shiroi hada ni kurū ai to kanashimi no rondo
- 30/10/2001 - Mayonaka ni kawashita yakusoku ~Bara no konrei~; contiene un DVD con il film Bara no konrei

## Formazione
- Klaha - voce (non accreditato)
- Mana - chitarra, sintetizzatori, voce
- Közi - chitarra, sintetizzatori, voce
- Yu~ki - basso, voce

È inoltre espressamente indicato come componente della band anche Kami, indicato come «Eternal Blood Relative»("eterno parente consanguineo").